# Jan Hošek
Jan Hošek (* 1. April 1989 in Nýrsko) ist ein tschechischer Fußballspieler.

## Vereinskarriere
Hošek begann mit dem Fußballspielen im Alter von fünf Jahren bei Okula Nýrsko. Von 2002 bis 2005 spielte der Verteidiger für TJ Klatovy, ehe er anschließend zu Slavia Prag wechselte. Bei Slavia wurde der Abwehrspieler im Sommer 2008 in den Profikader übernommen. Sein Debüt in der ersten tschechischen Fußballliga gab Hošek am 23. Februar 2009 beim 3:2-Erfolg seiner Mannschaft gegen Viktoria Pilsen. Im Juli 2010 wechselte Hošek zum FK Teplice. Im Sommer 2011 wurde er für ein Jahr an den polnischen Erstligisten KS Cracovia ausgeliehen. Nach dem Abstieg im Sommer 2012 kehrte er nach Teplice zurück. Im Jahr 2013 wurde er für ein halbes Jahr an FK Baník Sokolov ausgeliehen. In Teplice kam er anschließend nur selten zum Einsatz und musste meist auf der Bank sitzen oder gehörte nicht einmal dem Kader an. Anfang 2016 verließ er den Klub zu MFK Karviná in die zweite tschechische Liga. Mit seinem neuen Verein gelang ihm im Sommer 2016 der Aufstieg. Seit 2018 spielt er erneut für den FK Teplice.

## Nationalmannschaft
Hošek absolvierte für die tschechische U-20-Auswahl drei Spiele bei der Junioren-Fußballweltmeisterschaft 2009 in Ägypten, anschließend kam er in der U-21-Nationalmannschaft zum Einsatz.